# Депортиво Перейра
Депортиво Перейра (на испански: Deportivo Pereira) е колумбийски футболен отбор от Перейра, департамент Рисаралда. Основан е на 12 февруари 1944 г. Въпреки почти 70-те си участия в Категория Примера А, най-доброто класиране на отбора са четири трети места. До преместването на Агилас Перейра от Итагуи в Перейра, Депротиво е единственият професионален футболен клуб в департамента.

## Играчи

### Известни бивши играчи
- Габриел Енрике Гомес
- Густаво Виктория
- Данило Морено Асприля
- Диего Вера
- Джон Виафара
- Едвин Тенорио
- Едуардо Уртадо
- Карлос Кинтеро
- Касимиро Авалос
- Кристиан Лара
- Леонел Алварос
- Луис Помпилио Паес
- Маурисио Серна
- Олгер Киньонес
- Рене Игита
- Рикардо Паес
- Робинсон Сапата
- Сесар Куето
- Фреди Грисалес
- Хесус Синистера
- Хорхе Бермудес
- Хорхе Бритес
- Хуан Мартин Пароди

## Успехи
- Категория Примера А:
  - Трето място (4): 1952, 1962, 1966, 1974
- Категория Примера Б:
  - Шампион (1): 2000
  - Вицешампион (1): 1998
- Копа Коломбия:
  - Вицешампион (1): 2021

## Рекорди
- Най-много мачове: Луис Помпилио Паес – 336
- Най-много голове: Касимиро Авалос – 141